# Wandervogel

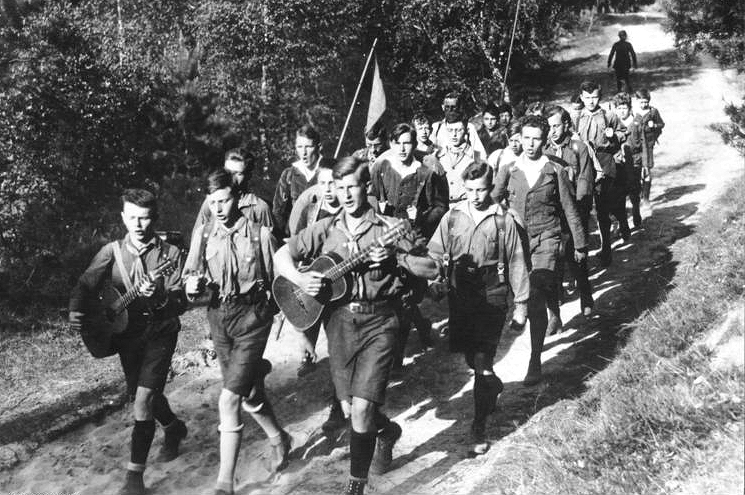
Skupina z Berlína kolem roku 1930

Wandervogel (česká výslovnost vandrfógl, česky putující/tažný pták) bylo mládežnické hnutí v Německu a později i několika dalších zemích. Vzniklo roku 1896 a největší vliv mělo od začátku dvacátého století do zákazu hnutí nacisty roku 1933. Skupiny Wandervogelů sdružovaly dospívající mládež a organizovaly výlety a pobyty v přírodě. Hnutí bylo většinou nacionalistické a podle vzoru středověkých putujících učenců chtělo oživit staré germánské ctnosti. Wandervogel tvořili hlavně žáci a studenti měšťanského původu, kteří se v době pokročilé industrializace měst chtěli pod vlivem ideálů romantismu osvobodit z omezení svého společenského a školního prostředí a svobodně hledat vlastní způsob života v sepětí s přírodou.
Hnutí Wandervogel se postupně rozdělilo do tří hlavních skupin: Alt-Wandervogel, Wandervogel eingetragener Verein (WVEV) a Jung-Wandervogel. Zatímco první dvě byly jen tradicionalistické (rodina, armáda, škola), Jung-Wandervogel byl radikálnější a bližší krajní pravici. Na rozdíl od skautů se Wandervogel spontánně vynořil mimo dosah autorit a své členy si sám vybíral a kooptoval. Tím se podobal českému trampingu, jenž ovšem byl méně středostavovský, méně nacionalistický a méně orientovaný na dávnou minulost.
Wandervogel se stal východiskem širšího hnutí mládeže v Německu Jugendbewegung, jemuž dominoval v letech 1901 až 1913. Ze 100 členů v 1901 se dostal k 25 až 40 tisícům přívrženců v roce 1914. Maximální počet členů Wandervogelu byl asi 60 000–80 000, z nichž 45 000 bylo ve WVEV. Hnutí Wandervogel dalo významné impulsy reformní pedagogice, německé formě naturismu zvané Freikörperkultur („kultura svobodného těla“) a hnutím reformy života (boje proti alkoholismu atd.) v první třetině 20. století.

## Dějiny

### Počátky (1895–1900)
Na podzim roku 1895 získal student práv Herman Hoffmann-Fölkersamb (1875–1955) od ředitele gymnázia ve Steglitzu u Berlína dovolení organizovat bezplatné kurzy stenografie. V roce 1896 pro své studenty organizoval výlety do okolí Steglitzu a v roce 1897 15denní výlet do pohoří Harz. Malá skupina začala nabývat na významu a v roce 1898 zorganizovala putování podél Rýna s 11 účastníky, následovaný v roce 1899 dlouhým čtyřtýdenním výletem přibližně 20 studentů po Čechách. Specifika budoucích Wandervogelů byla přítomna již v těchto prvních akcích: důraz na nezávislost skupin a skromný způsob života, absence tradiční autority, opovržení turistickými a značenými stezkami a pohrdání pohodlím mládežnických ubytoven.

### První Wandervogel (1901–1904)
Wandervogel byl oficiálně založen 4. listopadu 1901 Karlem Fischerem (1881–1941) a jeho čtyřmi přáteli ve Steglitzu, předměstí Berlína, pod názvem „Wandervogel, výbor pro výlety školáků“ (Wandervogel, Ausschuß für Schülerfahrten). Dále ho podporovali čtyři spisovatelé z města a lékař, kteří poskytovali právní a finanční pomoc, ale nezúčastňovali se výletů, které vedl Fischer jakožto Oberbachant. Pruský zákon totiž nedovoloval mladým lidem zakládat si vlastní kluby ani se připojovat k mimoškolním klubům. Spolek proto Fischer představil jako spořádaný turistický klub. Bývalý učitel gymnázia Steglitz reformní pedagog Ludwig Gurlitt (1855–1931) hnutí doporučil, a pomohl mu tak získat schválení pruským ministerstvem kultury. Fischer byl horlivým stoupencem Hoffmanna-Fölkersamba, jeho pravou rukou během různých výprav, a nakonec převzal vedení, když Hoffmann-Fölkersamb na konci roku 1899 odešel z Berlína za diplomatickou kariérou do Konstantinopole. Protože Fischer dvakrát propadl u maturity, musel počkat až do roku 1901, aby se mohl zcela věnovat hnutí na úkor svých studií práv a sinologie. V roce 1903 již existovaly skupiny v Berlíně, Poznani, Mnichově, Hamburku a Lüneburgu a organizovaly pravidelné túry.
Wandervogel se brzy stal hlavním německým hnutím mládeže. Hlásal návrat k přírodě, zdůrazňoval svobodu, samostatnost a ducha dobrodružství. Rychle si osvojil nacionalismus a zdůrazňoval germánské kořeny Němců. Walter Laqueur naznačuje, že jméno objevil jeden ze zakladatelů - Wolf Meyen - na nápisu na náhrobku: „Wer hat euch Wandervögeln / die Wissenschaft geschenkt / dass ihr auf Land und Meeren / die Flügel sicher lenkt“ (Kdo vám, letící ptáci, / daroval to, co umíte, / že na moři i souši / perutě zručně řídíte.) V duchu středověkých vandrovních studentů byli nováčci označování jako „scholárové“ a vůdcové jako „bachanti“ (od vaganti). Fischer zavedl nové mravy jako pozdrav „Heil“, inspirovaný rakouskými německými studenty, a na výlety se nosily hudební nástroje, zejména německé loutny (Gitarrenlaute); k výbavě výletníků dále patřilo zvláštní oblečení, jídlo a hůl.

### Rozdělení a rozvoj (1904–1913)

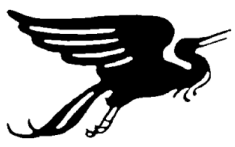
Znak spolku Wandervogel eingetragener Verein (WVEV).

V červnu 1904 proti Karlu Fischerovi v původní skupině vyrostla opozice vedená Siegfriedem Copallem. Spory se vedly o abstinenci od alkoholu a tabáku a o tom, zda se má dívkám umožnit, aby vstupovaly do hnutí jako rovnoprávné členky. Skupina kolem Copallea pak založila klub Wandervogel-Steglitz, jemuž předsedal Ludwig Gurlitt, zatímco stoupenci Fischera založili hnutí Alt-Wandervogel. Wandervogel-Steglitz zakázal na výletech pít alkohol a odstranil pozici Oberbachanta (hlavního vůdce hnutí), již nahradilo vůdcovské grémium (Führerkollegium). Hnutí bylo geograficky omezeno na okolí Berlína a v roce 1912, kdy se rozdělilo, mělo pouze 200 „členů“ a dalších 440 studentů, kteří se účastnili jeho aktivit.
Alt-Wandervogel se považovali za jediného legitimního dědice původního hnutí, protože je řídil Karl Fischer, nyní Großbachant. Když v roce 1905 nastala nová krize vedení, opustil Fischer hnutí a během následujícího roku i Německo. Nakonec se vrátil do vlasti až o 15 let později. Po jeho odchodu Alt-Wandervogel rychle opustil předchozí autoritářskou strukturu vytvořenou kolem Fischera a přijal organizaci podobnou konkurenční skupině Steglitz. Od té doby začal počet členů silně růst.
V roce 1907 vypukla v Alt-Wandervogelu nová krize vedená dalším protivníkem alkoholu, Ferdinandem Vetterem z Jeny. Vetterova skupina nakonec vystoupila a založila Wandervogel, Deutscher Bund für Jugendwandern (WVDB). Ten byl hodně decentralizovaný a jeho autonomní struktury byly propojeny jen prostřednictvím výročních setkání a společného časopisu. Wandervogel DB se těšil podpoře kulturních spolků jako Dürerbund a německých lig abstinentů. Toto křídlo bylo zvlášť aktivní při sbírání lidových písní. Také se pokusilo sjednotit různé směry Wandervogelu na základě společné agendy boje proti alkoholu, přijímání dívek a rozšíření členství na studenty základních škol a učně. Po několika kompromisech – zejména schválení autonomie každé skupiny při uplatňování směrnic – se na konci roku 1912 podařilo vytvořit jednotný spolek Wandervogel eingetragener Verein, Bund für deutsches Jugendwandern (WVEV). K WVEV se v prosinci 1912 připojil Wandervogel-Steglitz a v lednu 1913 WVDB a dvě třetiny Alt-Wandervogelu.
Nesjednocená část Alt-Wandervogelu prohlašovala, že reprezentuje Fischerovu tradici a odmítala jakékoli kompromisy s dospělým světem. Roku 1914 měli 4400 členů a 6000 scholárů. S připomínkou „německé povahy Wandervogelu“ nechali každou skupinu jednotlivě rozhodnout o tom, zda bude přijímat za členy Židy, podobně jako to dělal WVEV. Ne vždy bylo rozhodnutí kladné a v hnutí existovaly projevy antisemitismu. Četba děl rasistů a nacionalistů, jako byli Paul de Lagarde, Julius Langbehn a Houston Stewart Chamberlain, byla u členů Wandervogelu také běžná.
Roku 1910 někteří vůdcové Alt-Wandervogelu obvinili svého kolegu Wilhelma Jansena z homosexuality. Jansen vystoupil a téhož roku založil skupinu Jung-Wandervogel. Byla nejmenší ze tří hlavních křídel Wandervogelu, v roce 1913 měla 2300 členů. Rétoricky útočila na „mentálně utlačující“ dospělé instituce a tvrdila, že účelem Wandervogelu má být umožnit mladým lidem „diskutovat o všech svých přáních a hodnotách“ bez zasahování dospělých. Byli ovlivněni Hansem Blüherem, odmítli zbytek hnutí jako příliš konformní a měšťácký a měli za to, že ztratil duši. To bylo podle jejich názoru způsobeno rostoucím vlivem dospělých prostřednictvím Rady rodičů a přátel (Eufrat), zásahy učitelů do činností a nárůstem počtu členů, který se vymkl kontrole. Jung-Wandervogel se stal známým také častou homosexualitou ve svých řadách. Podle historika Petera Stachury však i pokud mužský homoerotismus „hrál nějakou roli v běžném každodenním životě Wandervogelu, [...] by bylo zavádějící z toho vyvozovat, že Wandervogel byl převážně homoerotické hnutí".

### Po první světové válce (1914–1933)

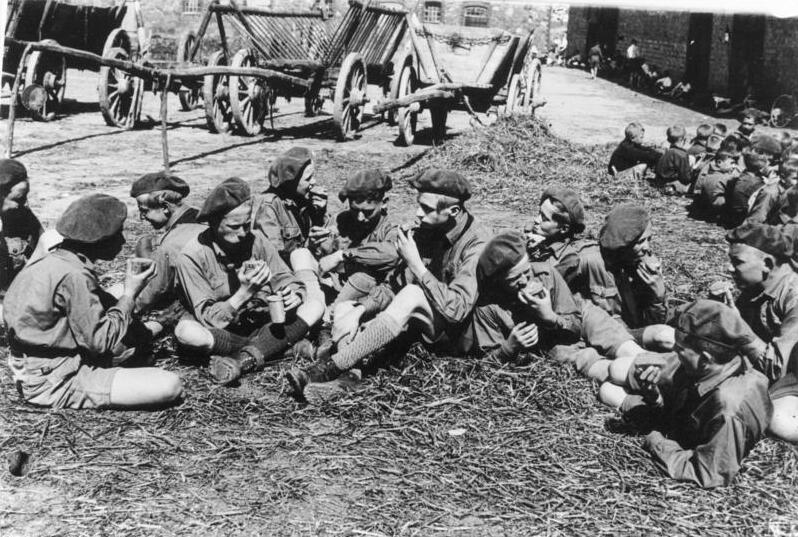
Wandervogelové v roce 1931

Od roku 1933 nacisté postupně zakázali Wandervogel, skauting a mládežnické organizace jako Jungenschaft a Bündische Jugend, jakož i většinu menších mládežnických organizací nezávislých na Hitlerjugend. Nějaký čas ještě přežily pouze skupiny napojené na církve, které byly zrušeny až roku 1936.

### Mimo Německo: Rakousko, Švýcarsko a Japonsko
Rakouské křídlo Österreichischer Wandervogel (ÖWV) bylo založeno v roce 1909 studentem z Prahy Hansem Moutschkou, přičemž první kontakty mezi německy mluvící rakousko-uherskou mládeží a německým Wandervogelem byly zahájeny v Čechách již roku 1906. Členové rakouského Wandervogelu pocházeli z řad měšťanstva. Byli známí svou radikální nacionalistickou rétorikou a chtěli bránit německý národ proti údajné hrozbě panslavismu v Rakousku-Uhersku. 
Další pobočka Schweizerischer Wandervogel (SWV) vznikla ve Švýcarsku v letech 1906-1907 po setkání s německými studenty bojujícími proti alkoholu. Na začátku v dubnu 1908 měla 50 členů a v roce 1913 kolem 1500 členů. Švýcarské hnutí mělo omezený dopad a bylo v podstatě složeno z mladých německy mluvících protestantů z řad buržoazie.
Před druhou světovou válkou v rámci spojenectví s Německem a ve snaze propagovat zdravé aktivity pro mladé lidi v celé zemi přeneslo japonské ministerstvo školství hnutí Wandervogel do své země. Bylo určeno pro japonské univerzitní studenty a neslo jméno Sdružení Wandervogel na podporu zdraví (奨健会ワンダーフォーゲル部, Šōkenkai Wandāfōgeru-bu). První studentský klub tohoto hnutí vznikl v roce 1935 na Univerzitě Rikkió. Následovaly univerzity Keio a Mejdži a po roce 1937 ještě několik dalších univerzit po celé zemi. Hnutí se v Japonsku rozvíjelo zejména po druhé světové válce v souvislosti s rychlým hospodářským růstem a popularizací horolezectví.

### Po druhé světové válce
Hnutí Wandervogel bylo po druhé světové válce obnoveno a existuje v Německu dodnes s přibližně 5000 členy v mnoha různých sdruženích, a je přítomno i v sousedních zemích. V Japonsku je Wandervogel nyní poměrně známý studentský klub s aktivitami jako horolezectví, sawanobori a skialpinismus.
Podle některých autorů étos a aktivity Wandervogelu ovlivnily pozdější společenská hnutí, zejména hippies ve Spojených státech během šedesátých let 20. století.

## Sociologie
Hnutí stálo především na protestantských středních třídách, přitáhlo jen málo dělnických a aristokratických členů. Přijímalo chlapce i dívky, i když to vedlo ke kontroverzi mezi vůdci a při pohybových aktivitách byla obě pohlaví oddělena. Členové byli ve věku 12 až 18 let.
Regiony s největší koncentrací Wandervogelu byly Slezsko, Sasko, Durynsko, Hesensko, Vestfálsko a Porýní, v menší míře Bádensko. Skupiny se silně koncentrovaly v protestantských oblastech; téměř 80 % měst, kde byla skupina Wandervogelu, bylo v roce 1912 většinově protestantských. Většina z nich nebyla velkoměstská a průmyslová centra, ale spíše patřila k „tradičnímu Německu“: malá a střední města, rezidenční předměstí, univerzitní města a hlavní města malých knížectví.
Hnutí jako by zahájilo rebelii proti autoritám a dobové německé společnosti jako celku. Zaměřovalo se na hodnoty mládeže protikladné hodnotám dospělých. Původně vzniklo ve Steglitzu, obytné čtvrti berlínské střední třídy. Mladí studenti daleko od rušného centra města i dělnických čtvrtí nechtěli ani tak uniknout špatným materiálním podmínkám, jako spíše sociálním omezením svého prostředí, postaveném na hierarchii sociálních tříd i ve vztazích s rodiči. Wandervogel nebyl revolučním hnutím v pravém slova smyslu, protože jeho členové se jednoduše vymkli na nějakou dobu své společnosti a v izolaci během několika dnů nebo celého léta si dělali, co uznali za vhodné, než se zase vrátili do svého obvyklého života. Ačkoli Wandervogel ve svých extrémech, zejména v Jung-Wandervogelu, mohl být anarchistický nebo nihilistický, v zásadě se snažil být širší společnosti vnímán jako slušné hnutí.